# Ficus bojeri
Espèce
Classification APG III (2009)
Statut de conservation UICN

 VU D2 : Vulnérable
Ficus bojeri est une espèce de plantes à fleurs de la famille des Moraceae. C'est un arbre endémique aux Seychelles.
Il est menacé par la perte de son habitat.